# Genussa distans
Genussa distans är en fjärilsart som beskrevs av W. Warren 1894. Genussa distans ingår i släktet Genussa och familjen mätare. Inga underarter finns listade i Catalogue of Life.